# Distrito de Nicolás de Piérola

Provincia de Camaná en Arequipa

El distrito de Nicolás de Piérola, más conocido como distrito de San Gregorio, es uno de los ocho que conforman la provincia de Camaná en el departamento de Arequipa, bajo la administración del Gobierno regional de Arequipa, en el sur del Perú. Limita por el Oeste con el distrito de Mariscal Cáceres; por el Sur con el de José María Químper y por el Este con el de Samuel Pastor.
Desde el punto de vista jerárquico de la Iglesia católica forma parte de la Prelatura de Chuquibamba en la Arquidiócesis de Arequipa.

## Historia
El distrito fue creado mediante Ley n.º 9999 del 3 de noviembre de 1944, en el primer gobierno del Presidente Manuel Prado Ugarteche.

## Geografía
Situado en el centro de la provincia. 

## Personajes ilustres

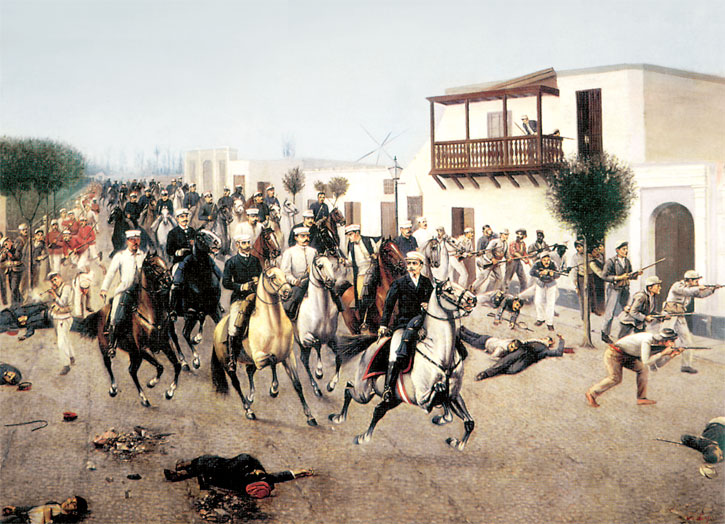
Piérola y sus montoneros entran a Lima por la Puerta de Cocharcas (1895).

- Nicolás de Piérola Villena, político peruano, que ocupó la presidencia del Perú en dos oportunidades, desde 1879 hasta 1881 y desde 1895 hasta 1899.

## Festividades
- Aniversario del Club Atlético Defensor Piérola de San Gregorio.
- Señor de la Buena Esperanza, Santo patrono del Distrito. Festividad religiosa que se lleva a cabo el día 30 de julio de cada año, siendo este el día central. Dicha festividad se inicia el día 29 del mismo mes con la quema de juegos artificiales y otras actividades folclóricas y musicales.
- San Gregorio.